# Maarten van Gaans
M.W.A. (Maarten) van Gaans-Gijbels (Sittard, 1988) is een Nederlandse bestuurder en voormalig D66-politicus. Sinds 8 januari 2024 is hij hoofd public affairs, klimaat en milieu van de Vereniging Energie voor Mobiliteit en Industrie (VEMOBIN). Sinds 3 oktober 2023 is hij ook voorzitter van de Nederlandse Vereniging van Binnenhavens (NVB). Van 2 juli 2021 tot 26 april 2023 was hij lid van de Gedeputeerde Staten van Limburg.

## Biografie

### Opleiding en loopbaan
Van Gaans-Gijbels volgde de opleiding docent muziek aan het Conservatorium Maastricht. Na een traineeship bij de provincie Noord-Brabant doorlopen te hebben werd hij in 2014 parlementair assistent van een D66-Europarlementariër en hield zich onder andere bezig met de portefeuille regionaal en stedelijk beleid en Europese structuur- en investeringsfondsen. In 2017 werd hij senior beleidsmedewerker bij de Tweede Kamerfractie van D66 waar hij onder andere met de portefeuilles economische zaken en mobiliteit belast was. Van 2019 tot 2021 was Van Gaans-Gijbels politiek adviseur van D66‐fractievoorzitter en Tweede Kamerlid Rob Jetten.

### Politieke loopbaan
Van Gaans-Gijbels werd op 29 juni 2021 door de waarnemend commissaris van de Koning in Limburg Johan Remkes voorgedragen als lid van de Gedeputeerde Staten van Limburg. Op 2 juli van dat jaar werd hij door de Provinciale Staten van Limburg benoemd en geïnstalleerd door Johan Remkes. Als gedeputeerde was hij verantwoordelijk voor de portefeuille Energie, Klimaat, Mobiliteit en Infrastructuur. Per 26 april 2023 is hij gestopt als gedeputeerde. Op 22 juni 2023 nam hij afscheid als gedeputeerde en ontving hij uit handen van Emile Roemer de Gouverneurspenning.

### Loopbaan na de politiek
Op 3 oktober 2023 werd Van Gaans-Gijbels door de leden benoemd tot voorzitter van de Nederlandse Vereniging van Binnenhavens (NVB). Sinds 8 januari 2024 is hij hoofd public affairs, klimaat en milieu van de Vereniging Energie voor Mobiliteit en Industrie (VEMOBIN).

### Persoonlijk
Van Gaans-Gijbels is getrouwd en heeft twee kinderen.